# Congresso geografico internazionale
Il Congresso geografico internazionale è un congresso internazionale di geografi. Il primo Congresso si svolse ad Anversa nel 1871. Dal 1922 il Congresso è organizzato dall'Unione Geografica Internazionale. La Prima e la Seconda guerra mondiale hanno provocato intervalli abbastanza lunghi tra i Congressi (rispettivamente 1913-1925 e 1938-1949); anche la Guerra italo-turca causò il differimento del X Congresso geografico internazionale, che si tenne nel 1913. Dal 1952 il Congresso geografico internazionale si svolge regolarmente ogni quattro anni, generalmente in agosto.  

## Storia
| Edizione | Città                                                  | Anno |
| -------- | ------------------------------------------------------ | ---- |
| I        | Anversa                                                | 1871 |
| II       | Parigi                                                 | 1875 |
| III      | Venezia                                                | 1881 |
| IV       | Parigi                                                 | 1889 |
| V        | Berna                                                  | 1891 |
| VI       | Londra                                                 | 1895 |
| VII      | Berlino                                                | 1899 |
| VIII     | Washington, Filadelfia, New York, Chicago, Saint Louis | 1904 |
| IX       | Ginevra                                                | 1908 |
| X        | Roma                                                   | 1913 |
| XI       | Il Cairo                                               | 1925 |
| XII      | Cambridge                                              | 1928 |
| XIII     | Parigi                                                 | 1931 |
| XIV      | Varsavia                                               | 1934 |
| XV       | Amsterdam                                              | 1938 |
| XVI      | Lisbona                                                | 1949 |
| XVII     | Washington                                             | 1952 |
| XVIII    | Rio de Janeiro                                         | 1956 |
| XIX      | Stoccolma                                              | 1960 |
| XX       | Londra                                                 | 1964 |
| XXI      | Nuova Delhi                                            | 1968 |
| XXII     | Montréal                                               | 1972 |
| XXIII    | Mosca                                                  | 1976 |
| XXIV     | Tokyo                                                  | 1980 |
| XXV      | Parigi                                                 | 1984 |
| XXVI     | Sydney                                                 | 1988 |
| XXVII    | Washington                                             | 1992 |
| XXVIII   | L'Aia                                                  | 1996 |
| XXIX     | Seul                                                   | 2000 |
| XXX      | Glasgow                                                | 2004 |
| XXXI     | Tunisi                                                 | 2008 |
| XXXII    | Colonia                                                | 2012 |
| XXXIII   | Pechino                                                | 2016 |
| XXXIV    | Istanbul                                               | 2020 |